# Moutoniella polita
Moutoniella polita är en svampart som beskrevs av Penz. & Sacc. 1902. Moutoniella polita ingår i släktet Moutoniella och familjen Rhytismataceae.   Inga underarter finns listade i Catalogue of Life.